# Programación inalámbrica (OTA)

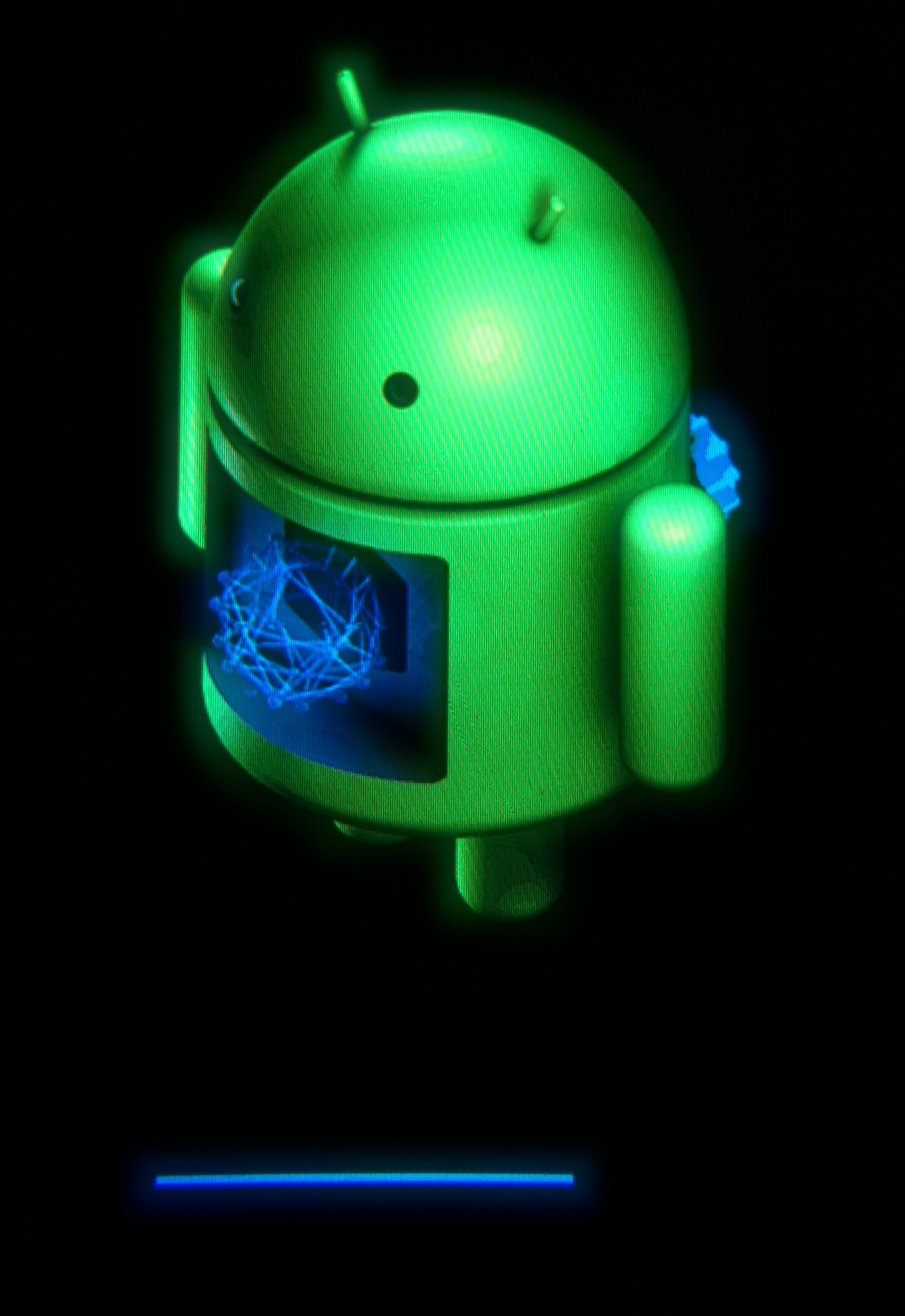
Pantalla de actualización OTA de Android

La programación inalámbrica, abreviada como OTA por sus siglas en inglés (Over-The-Air) consiste en varios métodos de distribución de software, ajustes de configuración e incluso actualización de claves de cifrado para dispositivos como móviles, decodificadores, automóviles eléctricos o equipos de comunicación de voz segura (radios bidireccionales encriptadas). Una de las características más importantes es que una ubicación central puede enviar una actualización a todos los usuarios, que no se puede rechazar, anular ni modificar, la cual se aplica inmediatamente a todos de forma generalizada. Un usuario podría «rechazarla», pero el «administrador» también podría «excluir» a dicho usuario del producto automáticamente.
En el contexto del mundo del contenido móvil, se utilizan término como FOTA (para firmware), OTAS (para Service Provisioning), OTAP (para Provisioning) u OTAPA (para administración de parámetros); o aprovisionar teléfonos con la configuración necesaria para acceder a servicios como puntos de acceso inalámbricos (WAP) o servicios de mensajería multimedia (MMS).
A medida que los teléfonos móviles acumulan nuevas aplicaciones y se vuelven más avanzados, la configuración OTA se ha vuelto cada vez más importante a medida que aparecen nuevas actualizaciones y servicios. La programación OTA a través de SMS optimiza las actualizaciones de datos de configuración en tarjetas y terminales SIM y permite la distribución de nuevas actualizaciones de software a teléfonos móviles o el aprovisionamiento de terminales con la configuración necesaria para acceder a servicios como WAP o MMS. La mensajería OTA proporciona control remoto de teléfonos móviles para la activación, personalización y programación de servicios y suscripciones de un nuevo servicio para operadores móviles y terceros de telecomunicaciones.
Existen varios organismos de estandarización para ayudar a desarrollar, supervisar y administrar de forma inalámbrica. Uno de ellos es la Open Mobile Alliance (OMA).
Más recientemente, con los nuevos conceptos de redes de sensores inalámbricos y el Internet de las cosas, donde las redes constan de cientos o miles de nodos, el sistema OTA toma una nueva dirección: por primera vez, el OTA se aplica utilizando bandas de frecuencia sin licencia. (868 MHz, 900 MHz, 2400 MHz) y con transmisión de bajo consumo y baja tasa de datos utilizando protocolos como 802.15.4 y ZigBee.

## Dispositivos móviles
En los dispositivos móviles modernos, como los teléfonos inteligentes, una actualización OTA puede referirse simplemente a una actualización de firmware o sistema operativo que el dispositivo descarga a través de Internet, el significado en inglés del término «por el aire» hace referencia a las actualizaciones que se realizan de forma inalámbrica, descargándose directamente al teléfono por Wi-Fi o banda ancha móvil, en lugar de requerir que el dispositivo esté conectado a un equipo por USB para realizar la actualización.

## Estándares OTA
Hay una serie de estándares que describen las funciones OTA. Uno de los primeros fue la serie GSM 03.48. El conjunto de estándares ZigBee incluye «ZigBee Over-the-Air Upgrading Cluster», que forma parte del «ZigBee Smart Energy Profile» y proporciona una forma interoperable (independiente del proveedor) de actualizar el firmware del dispositivo. Los estándares actuales no cubren la recolección de información del cliente que es rutinariamente realizada por el fabricante del teléfono, el proveedor de servicios y el administrador del programa (Google). No se han desarrollado restricciones para estas actividades ilegales.